# Pierre Moulu
Pierre Moulu (1484? - ca. 1550) was een Frans componist. Hij was werkzaam in Parijs en Meaux.
Zoals bij vele componisten uit de Renaissance het geval is, is ook van het leven van Pierre Moulu weinig bekend. Zijn composities duiden er echter op dat hij werkzaam was aan het Franse koninklijke hof aan het begin van de zestiende eeuw. Hij schreef onder meer een prachtige klaagzang op de dood van koningin Anne van Bretagne (1514) en componeerde een motet waar alle - in zijn ogen - belangrijke componisten bij naam werden genoemd en eindigde (uiteraard) bij Josquin des Prez. Documenten uit het Vaticaan (1505-1513) laten ons zien dat een 'Petrus Moulu' werkzaam was in Meaux, een stad niet ver van Parijs. Wellicht schreef hij hier zijn Missa Stephane gloriose voor de Stephanskathedraal in deze stad.
Pierre Moulu componeerde voornamelijk muziek voor de liturgie, zoals motetten en missen. Zijn Missa Alma Redemptoris mater ook wel de Missa duarum facierum geheten, toont duidelijk aan dat hij de edele kunst der polyfonie uitstekend beheerste. Deze mis kan op twee manieren worden uitgevoerd: met en zonder rusten langer dan een kwart-rust. De laatste ontdekking is de Missa Paranymphus, gebaseerd op het gelijknamige motet van Loyset Compère. Van enkele van Moulu's motetten en chansons is zijn auteurschap twijfelachtig. Ook Jean Mouton en Josquin worden gesuggereerd als componist van enkele werken).
De composities van Moulu worden aangetroffen in verzamelwerken en oude handschriften, onder meer in Bologna, Rome en Cambrai. Ook in 's-Hertogenbosch bij de Illustre Lieve Vrouwe Broederschap werd in de zestiende eeuw muziek van deze componist gezongen zoals nog te vinden is in twee handschriften van deze broederschap.

## Werken

### Missen
1. Missa Alma Redemptoris mater, 4vv
2. Missa Missus est Gabriel angelus (gebaseerd op het motet van Josquin), 4vv
3. Missa Mittit ad virginem, 4vv
4. Missa Paranymphus (gebaseerd op een motet van Compère), 4vv
5. Missa Stephane gloriose, 4vv

### Motetten
1. Adest nobis dies laetitiae, 4vv;
2. Alleluia, Regem ascendentem, 4vv;
3. Domine Dominus noster, 4vv; (door Mouton)
4. Fiere attropos, 5vv;
5. Induta est caro mea, 4vv;
6. In hoc ego sperabo, 3vv;
7. In illo tempore, 4vv; (waarschijnlijk van Mouton)
8. In omni tribulatione, 4vv; (door Mouton)
9. In pace, 5vv;
10. Mater floreat florescat, 4vv;
11. Ne projicias, 6vv;
12. Oculi omnium, 3vv;
13. O dulcis amica Dei, 5vv;
14. Oremus pro conctis, 4vv;
15. Quam dilecta, 3vv;
16. Quam pulchra es 4vv; (ook toegeschreven aan Mouton)
17. Regina caeli, 4vv;
18. Salve Barbara martyr, 7vv;
19. Salve regina Barbara, 4vv;
20. Sancta Maria, Dei mater, 4vv; (enkel de altpartij is bewaard gebleven)
21. Saule, Saule, quid me persequeris, 4vv; (door Jean le Brung)
22. Sicut malus, 3vv;
23. Tu licet (gelijk aan het 'Crucifixus' uit de Missa Alma Redemptoris mater), 2vv;
24. Virgo carens criminibus, 4vv; (door Andreas de Silva)
25. Vivo ego, 3vv;
26. Vulnerasti cor meum, 5vv.

### Chansons
1. Amy souffrez, 3vv; (door Heinrich Isaac)
2. Au bois, au bois, madame, 4vv;
3. En despit des faux mesdisans, 6vv;
4. Et dout venès vous, 3vv;
5. Hellas, hellas madame, 4vv;
6. J'ay mis mon cueur, 7vv; (waarschijnlijk van Descaudain)
7. La rousée de moys de may, 6vv; (door Mouton)
8. N'aymés jamais ces gens, 3vv;
9. Voicy le may, 4vv.

Sommige werken van Moulu zijn bovendien bewaard gebleven zonder tekst. Zo verscheen in 1592 een driestemmige canon in Lodovico Zacconi's Prattica de musica onder de naam Pietro Molu. Deze canon was echter al in 1503 gedrukt door Petrucci, waarmee de toeschrijving aan Moulu zeer onwaarschijnlijk moet heten.